# Ołeksandr Hij
Ołeksandr Wołodymyrowycz Hij (ukr. Олександр Володимирович Гій, ros. Александр Владимирович Гий, Aleksandr Władimirowicz Gij; ur.
1963 we Lwowie) – ukraiński piłkarz, występujący na pozycji pomocnika, a wcześniej napastnika. Posiada również obywatelstwo kanadyjskie.

## Kariera piłkarska

### Kariera klubowa
Zaczynał karierę piłkarską w miejscowym klubie SKA Karpaty Lwów. W 1984 został zaproszony do Dynama Kijów, ale nie potrafił przebić się do podstawowego składu i w następnym sezonie powrócił do lwowskiego klubu. W 1990 w wyniku reorganizacji klubu został piłkarzem Karpat Lwów. Występował krótko w Hałyczynie Drohobycz i Koronie Kielce, po czym wyjechał za ocean do Kanady. W Kanadzie występował w mało znanych drużynach, był jednym z pierwszych piłkarzy nowo utworzonego klubu diaspory ukraińskiej w Kanadzie - Karpaty Toronto.